# Талалаївська волость (Роменський повіт)
Талалаївська волость — історична адміністративно-територіальна одиниця (до 1925 року) Роменського повіту Полтавської губернії з центром у селі Талалаївка.
Станом на 1885 рік складалася з 25 поселень, 18 сільських громад. Населення — 1812 осіб (3387 осіб чоловічої статі та 3470 — жіночої), 953 дворових господарства.
|                     | Площа, десятин | У тому числі орної, дес. |
| ------------------- | -------------- | ------------------------ |
| Сільських громад    | 5928           | 4749                     |
| Приватної власності | 7511           | 3951                     |
| Іншої власності     | 86             | 28                       |
| Загалом             | 13 525         | 8728                     |

Основні поселення волості:
- Талалаївка — колишнє державне та власницьке село при річці Березовиця за 30 верст від повітового міста, 2550 осіб, 249 дворів, православна церква, школа, 4 постоялих будинки, лавка, базари по понеділках, 2 ярмарки на рік, 6 кузень, 26 вітряних млинів, 2 маслобійних, 2 цегельних і кінський заводи. За ½ версти — винокурний і кінський заводи, водяний млин. За 2 версти — цегельний завод.
- Липове — колишнє державне та власницьке село при річці Ромні, 2100 осіб, 371 двір, православна церква, школа, 3 постоялих будинки, 2 ярмарки на рік, 5 кузень, 40 вітряних млинів, 6 маслобійних заводів.
- Слобідка — колишнє державне та власницьке село при річці Березовиця, 716 осіб, 120 дворів, православна церква, постоялий будинок, базари по неділях, 2 ярмарки на рік, 4 вітряних млина, 2 маслобійних заводи.